# کشتی‌موزه

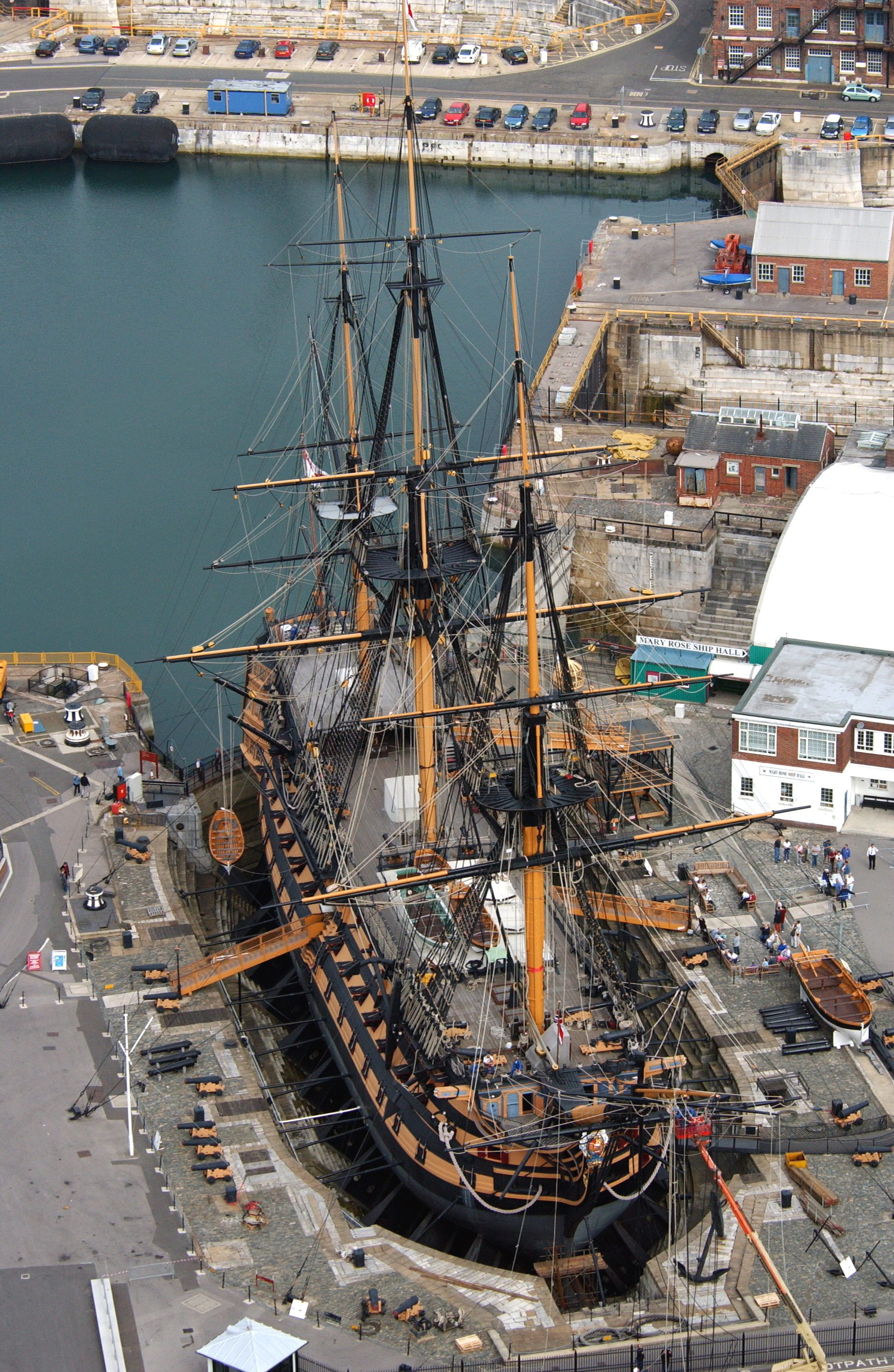
اچ‌ام‌اس ویکتوری - که امروزه تبدیل به کشتی‌موزه شده‌است - کشتی خط و ناو سرفرماندهی نیروی دریایی پادشاهی بریتانیا به فرماندهی هوریشیو نلسون بود که توانست در نبرد ترافالگار، نیروی دریایی فرانسه را شکست داده و افول ناپلئون بناپارت را رقم زند

کشتی‌موزه (انگلیسی: Museum ship) یا کشتی موزه‌ای و همچنین یادمان کشتی، عبارت از یک کشتی منفصل از خدمت می‌باشد که ممکن است به دلیل قدمت تاریخی، انجام خدمتی برجسته، بازنشستگی یا فرسودگی و همچنین اهداف آموزشی و یادواره، به موزه‌ای برای بازدید عموم تبدیل شده باشد. بیش از صدها کشتی موزه در سرتاسر جهان نگهداری می‌شوند که حدود ۱۷۵ فروند از آنها در انجمن کشتی‌های دریایی تاریخی، سازماندهی شده‌است.